# Adam Cianciarulo
Adam Cianciarulo   (Port Orange, 20 d'octubre de 1996) és un pilot professional de motocròs nord-americà que competeix als Campionats AMA des del 2013. A data del 2023 n'havia guanyat un títol de motocròs, concretament el de 250cc del 2019.

## Trajectòria esportiva
Cianciarulo va començar a conduir motos quan tenia tres anys i a competir quan en tenia quatre. El 2012 va esdevenir el pilot de minimotos més reeixit de la història del campionat de motocròs amateur de l'AMA, amb un total d'onze títols d'aficionats. El 2013 va debutar com a professional amb Kawasaki, amb la qual havia signat un contracte a llarg termini mentre era amateur. Aquell any va aconseguir acabar entre els 10 primers del campionat de motocròs cinc vegades, amb podi inclòs a la primera mànega d'Utah.
El 2014 va debutar al Campionat AMA de supercross i en guanyà tres de les cinc primeres curses, inclosa la del seu debut. A la ronda de Toronto, al Canadà, es va lesionar a l'espatlla després d'estavellar-se a la secció dels whoops. El van haver d'operar i es va perdre la resta de la temporada, així com tota la del campionat de motocròs. El 2015 es va perdre tot el campionat de Supercross a causa d'una altra lesió a l'espatlla que es va fer mentre corria un Supercross a Ginebra. Es va tornar a lesionar l'espatlla mentre s'entrenava al circuit de Red Bud i va poder córrer només sis de les dotze curses del campionat de motocròs. Abans de la seva lesió havia obtingut algun podi al campionat.
El 2016, Cianciarulo va deixar el seu entrenador de feia temps, Aldon Baker, i va començar un nou programa d'entrenament. A començaments de febrer es va trencar el canell mentre s'entrenava i, a causa d'això, es va perdre tota la temporada de Supercross. Es va recuperar a temps per a la de motocròs i, finalment, va poder acabar una temporada completa. Va acabar el campionat amb sis classificacions entre els deu primers i va obtenir un podi. El 2017 va poder córrer tota la temporada de Supercross i la de motocròs per primera vegada a la seva carrera. En supercross, va guanyar dues curses: la seva local, a Daytona, i la darrera del campionat a Las Vegas. En motocròs, va guanyar el seu primer National a Budds Creek.
El 2018, Cianciarulo va tenir una altra temporada de Supercross reeixida i va obtenir set podis i una victòria a la cursa final, a Las Vegas. Un cop al podi de Las Vegas va anunciar que es perdria tota la temporada de motocròs per tal d'operar-se d'una lesió de lligament encreuat anterior i de lligament lateral intern del genoll que s'havia fet a Indianapolis el 2017. El 2019, a Glendale (Arizona), va obtenir la seva primera victòria de la temporada i la setena de la seva carrera. Va estar a punt de guanyar el campionat de Supercross de 250 de la Costa Oest i va acabar la temporada amb sis podis i cinc victòries, però finalment va perdre el campionat enfront de Dylan Ferrandis després d'un accident al final de la darrera carrera. Malgrat tot, més tard va guanyar el seu primer campionat professional AMA, en vèncer al de motocròs de 250cc amb un total de 519 punts. Tot seguit, va pujar a la classe 450 i en va guanyar la primera competició que hi corria, la Monster Energy Cup del 2019, després d'ocupar dos segons llocs i un de primer a les tres proves principals de la Copa.
La temporada del 2020, Cianciarulo es va trencar la clavícula durant la primera ronda de classificació del Supercross d'Arlington (Texas).

## Resultats per any als campionats AMA
A 1 de setembre de 2020
(Llegenda)
| Any Campionat | Rda 1 | Rda 2 | Rda 3 | Rda 4 | Rda 5 | Rda 6 | Rda 7 | Rda 8 | Rda 9 | Rda 10 | Rda 11 | Rda 12 | Rda 13 | Rda 14 | Rda 15 | Rda 16 | Rda 17 | Posició mitjana | % Podis | Posició |
| ------------- | ----- | ----- | ----- | ----- | ----- | ----- | ----- | ----- | ----- | ------ | ------ | ------ | ------ | ------ | ------ | ------ | ------ | --------------- | ------- | ------- |
| 2013 250 MX   | OUT   | OUT   | OUT   | OUT   | 16    | 9     | 12    | 10    | 11    | 15     | 4      | 18     | -      | -      | -      | -      | -      | 11,88           | -       | 16è     |
| 2014 250 SX-E | -     | -     | -     | -     | -     | -     | 1     | 2     | 1     | 2      | 1      | 22     | OUT    | -      | -      | OUT    | OUT    | 4,83            | 83%     | 5è      |
| 2015 250 MX   | 8     | 10    | 3     | 4     | 6     | 6     | OUT   | OUT   | OUT   | OUT    | OUT    | OUT    | -      | -      | -      | -      | -      | 6,17            | 17%     | 14è     |
| 2016 250 MX   | 13    | 11    | 14    | 10    | 16    | 6     | 14    | 6     | 6     | 11     | 4      | 5      | -      | -      | -      | -      | -      | 9,67            | -       | 8è      |
| 2017 250 SX-E | -     | -     | -     | -     | -     | -     | 5     | 7     | 2     | 1      | 5      | 3      | 6      | -      | -      | 4      | 1      | 3,78            | 44%     | 2n      |
| 2017 250 MX   | 4     | 4     | 14    | 9     | 4     | 11    | 10    | 5     | 4     | 6      | 1      | 2      | -      | -      | -      | -      | -      | 6,17            | 17%     | 3r      |
| 2018 250 SX-W | 3     | 7     | 4     | 3     | 7     | 2     | -     | -     | -     | -      | -      | 2      | 3      | -      | -      | 2      | 1      | 3,40            | 70%     | 2n      |
| 2019 250 SX-W | 5     | 1     | 5     | 1     | 1     | -     | -     | -     | 2     | -      | -      | 2      | 4      | -      | 1      | -      | 20     | 4,20            | 60%     | 2n      |
| 2019 250 MX   | 1     | 1     | 1     | 1     | 3     | 1     | 2     | 1     | 2     | 2      | 2      | 3      | -      | -      | -      | -      | -      | 1,67            | 100%    | 1r      |
| 2020 450 MX   | 12    | 2     | 3     | 5     | 1     | 1     | 4     | 2     | 3     | -      | -      | -      | -      | -      | -      | -      | -      | 3,67            | 67%     | 2n      |